# Стоян Тороманов (анархист)
 Тази статия е за анархиста Стоян Тороманов .  За офицера, вижте Стоян Тороманов.  
Стоян Атанасов Тороманов е копривщенски анархист и революционер, член на нелегалната единофронтовска организация в града между анархисти, комунисти, земеделци и безпартийни.
Поради крайната бедност на семейството му не завършва образование и от дете започва да работи. Занимава се с превоз на хора и стоки между Копривщица и Пловдив, но не престава да се самообразова.
В тази обстановка Стоян става доверено лице на Тумангеловата чета. Доставя оръжие, храна и информация за движението на войски и полиция в района на града и околностите.
По времето, когато бива заплашен от повторен арест и побои през 1925 година хваща гората и се присъединява към Нешо Тумангелов. Добър боец, раняван в сражение емигрира заедно с четата в Югославия. През 1927 г. за кратко се прибира в Копривщица и отново през 1928 г. се връща обратно. При неустановени обстоятелства е убит от сръбската полиция през 1930 година при преминаване на югославско-австрийската граница.

## Памет
Името на Стоян Тороманов е вдълбано между други имена в гранита на Братската могила в Копривяица.